# Transport for London
Transport for London (TfL) é o órgão responsável do governo local para a maioria dos aspectos do sistema de transporte na Grande Londres, na Inglaterra. Seu papel é o de implementar a estratégia de transportes e para a gestão de serviços de transporte em toda Londres.

## Gerenciamento
A TfL é controlada por um conselho, cujos membros são nomeados pelo Prefeito de Londres, uma posição ocupada atualmente por Sadiq Khan, que também preside o conselho de administração. O comissário da Transport for London (Mike Brown desde 24 de Setembro de 2015) faz relatórios para o conselho de administração e lidera uma equipe de gestão com responsabilidades funcionais individuais.

## História
A TfL foi criada em 2000 como parte da Greater London Authority pela Greater London Authority Act 1999. Conquistou a maior parte das suas funções a partir do seu antecessor London Regional Transport em 2000. Ele não assumiu a responsabilidade da London Underground, até 2003, após a controversa Parceria público-privada (PPP), contrato para a manutenção que tinha entrado em acordo. A gestão da Public Carriage Office tinha sido anteriormente uma função da Polícia Metropolitana.
A Transport for London Group Archives mantém registos empresariais para TfL, órgãos de seu antecessor e empresas de transportes. Alguns primeiros registros também estão detidos em nome do TfL Group Archives no London Metropolitan Archives.

## Organização

Logotipos da Transport for London.

A TfL está organizada em três direções principais e serviços corporativos, cada um com a responsabilidade de diferentes aspectos e modos de transporte. As três direções principais são:
- Metropolitano de Londres, responsável pelo funcionamento da rede de metropolitano de Londres, vulgarmente conhecido como tube, e gerindo a prestação de serviços de manutenção por parte do sector privado. Esta rede é subdividida em três unidades de prestação de serviços:
  - BCV: Linhas Bakerloo, Central e Victoria
  - JNP: Linhas Jubilee, Northern e Piccadilly
  - SSR (Sub Surface Railway): Linhas Metropolitan, District, Circle, Hammersmith & City e Waterloo & City
  - TfL Rail.
- London Rail, responsável por:
  - Coordenação com os operadores que fornecem o serviço da National Rail dentro de Londres.
  - London Overground.
  - Docklands Light Railway: normalmente abreviada DLR, esta é a rede de metropolitano ligeiro conduzido automaticamente na East London, embora a operação e manutenção real é feita por um franqueado do setor privado.
  - London Trams, responsável pela gestão da rede de bondes de Londres, com a contratação de operadores do setor privado. Atualmente, o único sistema de bonde é o Tramlink no sul de Londres, mas outros são propostos.
- Transporte de superfície, constituído por:
  - Ônibus de Londres, responsável pela gestão da rede de ônibus vermelho em toda Londres, em grande parte pela contratação de serviços para operadores de ônibus do setor privado.
  - London Dial-a-Ride, que fornece serviços de paratransit em toda Londres.
  - London River Services, responsável pelo licenciamento e coordenação de serviços de passageiros no Rio Tâmisa em Londres.
  - London Streets, responsável pela gestão da rede viária estratégica de Londres.
  - Taxa de congestionamento de Londres.
  - Public Carriage Office, responsável por licenciar os famosos táxis pretos e outros veículos de aluguel privado.
  - Estação Rodoviária de Victoria, que possui e opera o terminal principal de Londres para os serviços de ônibus de longa distância e de ônibus interurbano.
  - Centro de Ciclismo de Excelência, que promove o ciclismo em Londres
  - Walking (Andar), que promove melhor acesso de pedestres.
  - London Road Safety Unit, que promove rotas mais seguras através de publicidade e medidas de segurança rodoviária.
  - Community Safety, Enforcement and Policing, responsável pela luta contra a evasão de tarifas nos ônibus, prestando serviços de policiamento que combatem a criminalidade e a desordem nos transportes públicos em cooperação com a Transport Operational Command Unit (TOCU) do Serviço de Polícia Metropolitana e a Polícia de Transporte Britânica.
  - Traffic Enforcement, responsável pela aplicação das regras de trânsito e estacionamento nas rotas vermelhas
  - Unidade de Frete, que está atualmente desenvolvendo o "Plano de Frete de Londres"[3] e está envolvida com a criação e o apoio de uma série de Parcerias de Qualidade do Frete que cobrem as áreas principais de Londres.

TfL possui e opera o Museu de Transporte de Londres em Covent Garden, um museu que conserva e explica a história do transporte de Londres. O museu tem também um depósito extensivo, situado em Acton, que contem material impossível de mostrar no museu de Londres central, incluindo muitos veículos de estrada adicionais, trens, coleções de sinais e materiais de publicidade. O depósito tem vários fins de semana abertos a cada ano. Há também corridas ocasionais de trem na linha Metropolitan.
A TfL desenvolveu um "Journey Planner" eletrônico, que permite aos usuários planejar viagens por todos os meios de transporte público e de bicicleta em e em torno de Londres.

Logotipo do London Overground. London Overground é um novo ramo da TfL a partir de 2007.

Cada uma das unidades principais tem sua própria identidade corporativa, formada por versões de cores diferentes do roundel padrão e adicionando letras apropriadas através da barra horizontal. O roundel renderizado em azul sem nenhuma rotulação representa TfL como um todo (veja o logotipo da Transport for London). A mesma gama de cores também é amplamente utilizada na publicidade e no site da TfL.